# Jim Brewer
Jim Brewer, född 3 december 1951 i Maywood, Illinois, är en amerikansk idrottare som tog OS-silver i basket 1972 i München. Detta var USA:s första silver tillika första förlorade guldmedalj i herrbasket i olympiska sommarspelen. 1982 vann han NBA med laget Los Angeles Lakers.